# Écorché

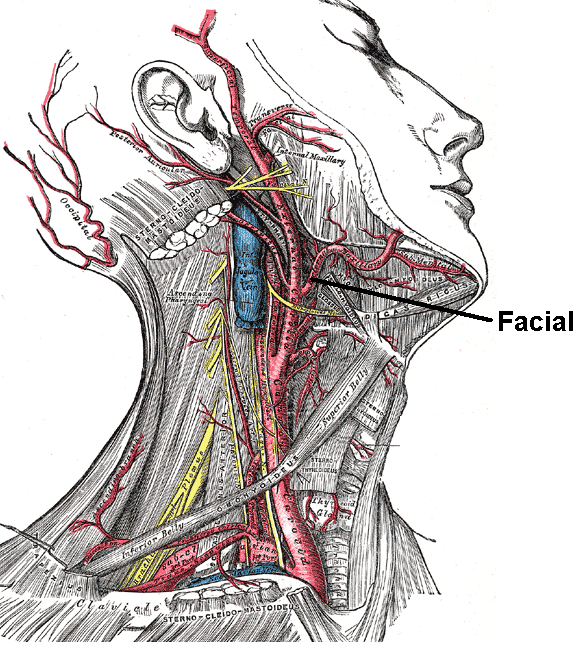
Écorché par Henry Gray.

Un écorché est une illustration anatomique ou une sculpture représentant le corps d'un être vivant, ou une partie, dépouillé de sa peau et des tissus graisseux, pour en faire apparaître les parties internes.
L'anatomie artistique s'intéresse principalement à la morphologie des muscles, des veines et des articulations. L'anatomie médicale propose aussi des vues des organes du torse et de l'abdomen.
Léonard de Vinci a dessiné les premiers écorchés connus, d'après ce qu'il observait sur des cadavres disséqués.
L'enseignement médical et celui des beaux-arts appellent les représentations anatomiques myologiques « écorché », signifiant « dont on a retiré la peau », depuis le XVIIe siècle au moins. Outre ceux destinés aux médecins et aux plasticiens, les ouvrages d'anatomie destinés aux danseurs ou aux culturistes sont illustrés d'écorchés.

## Les écorchés de la Renaissance

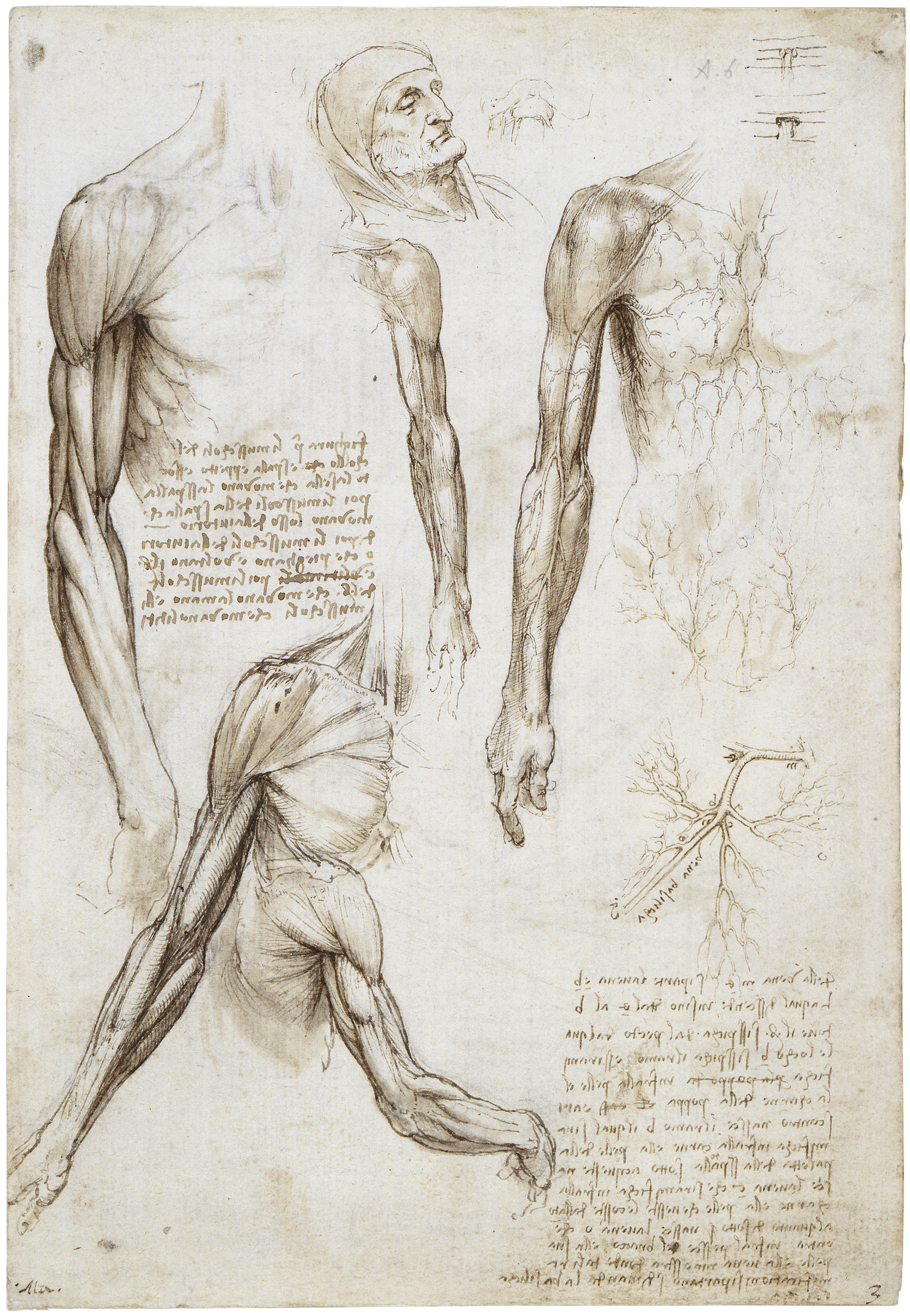
Écorché par Léonard de Vinci.
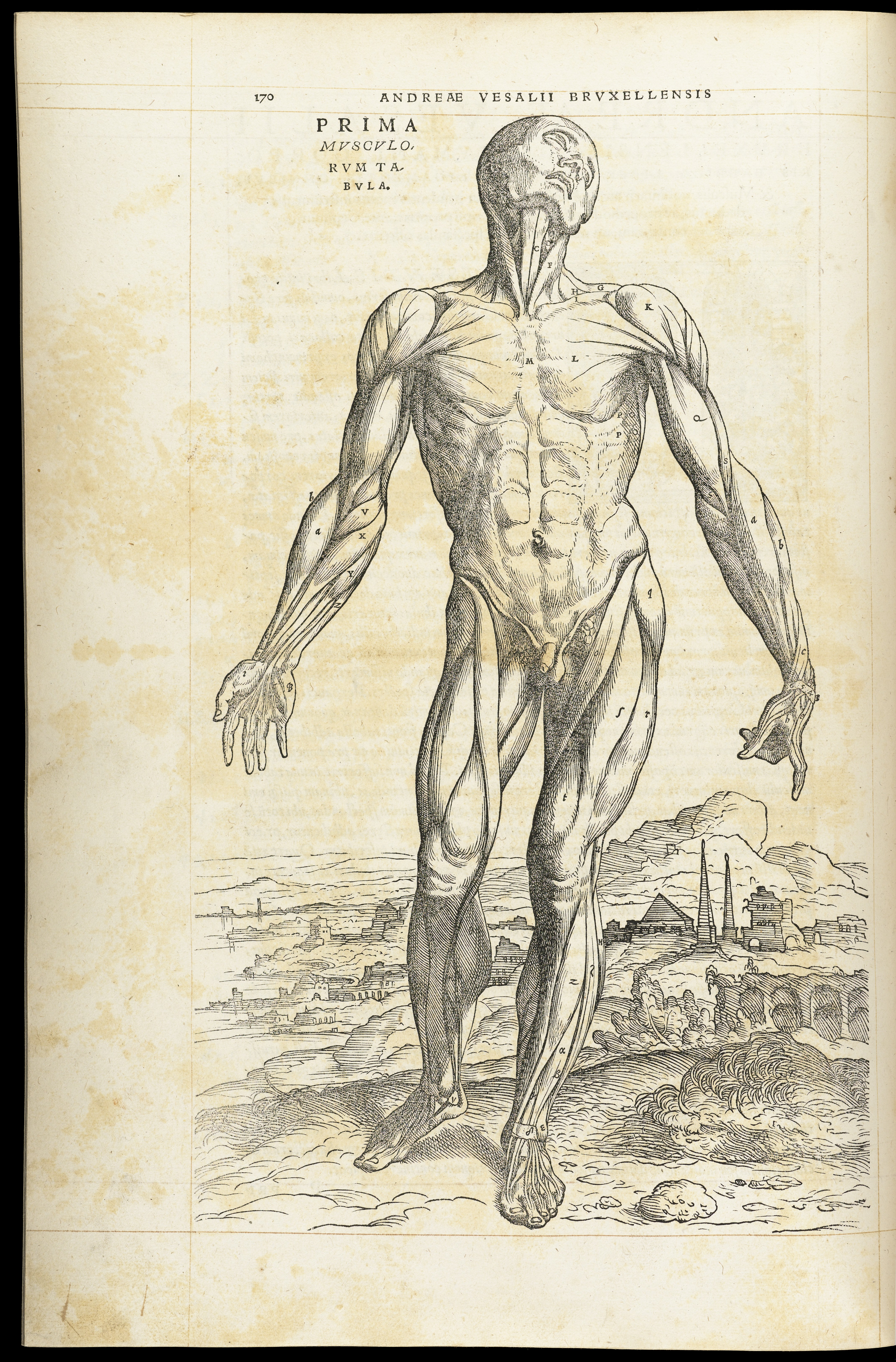
Planche d'écorché debout de Calcar dans le traité d'André Vésale.

Après les investigations anatomiques de Léonard de Vinci, au tournant du XVIe siècle, qu'il ne publie pas et qui restent donc longtemps inédites, l'anatomie humaine prend son essor au milieu du siècle, avec le traité d'André Vésale, De humani corporis fabrica libri septem (La Structure Du Corps Humain). Il fait appel, pour les planches de son anatomie descriptive fondée sur la dissection de cadavres, au graveur Jan van Calcar, qui représente les corps dans les attitudes de la statuaire classique. Ce texte et ses images seront souvent paraphrasés jusqu'au XVIIIe siècle.

### L'écorché de Michel-Ange

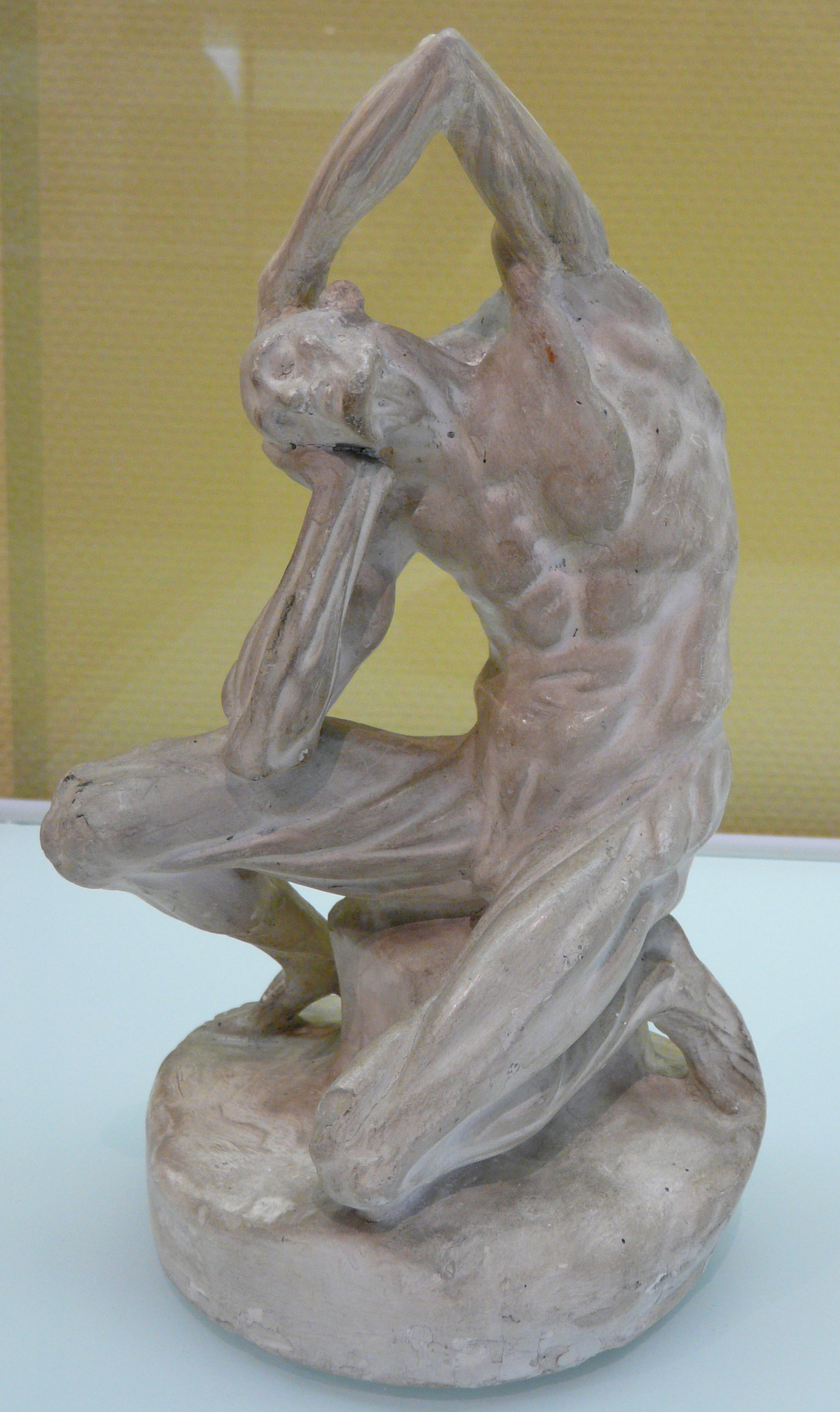
Écorché dit « de Michel-Ange » (XIXe siècle), plâtre, collection particulière.
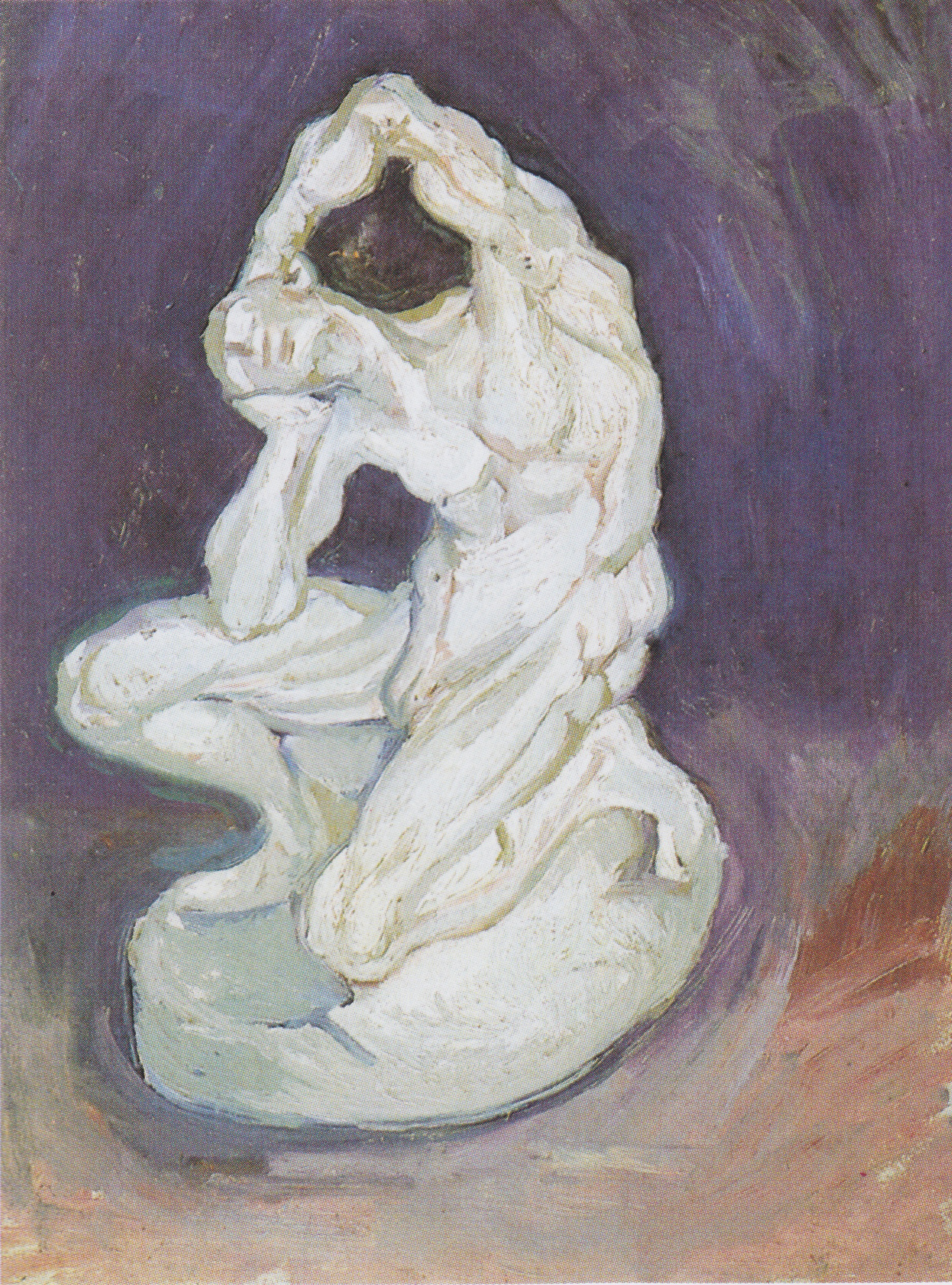
Vincent van Gogh, Écorché agenouillé (1886), Amsterdam, musée Van Gogh. Étude d'après un plâtre de l'écorché de Michel-Ange.

Pratiquant lui-même la dissection et l'étude des corps, Michel-Ange réalise de nombreux dessins anatomiques. Malgré l'absence de source, on lui attribue un écorché sculpté dans une pose maniériste. Largement reproduit en plâtre au XIXe siècle, cette statuette très répandue dans les ateliers d'artistes deviendra un exercice d'étude classique, pratiqué par de nombreux peintres dont Van Gogh et Cézanne.

## L'anatomie des Lumières

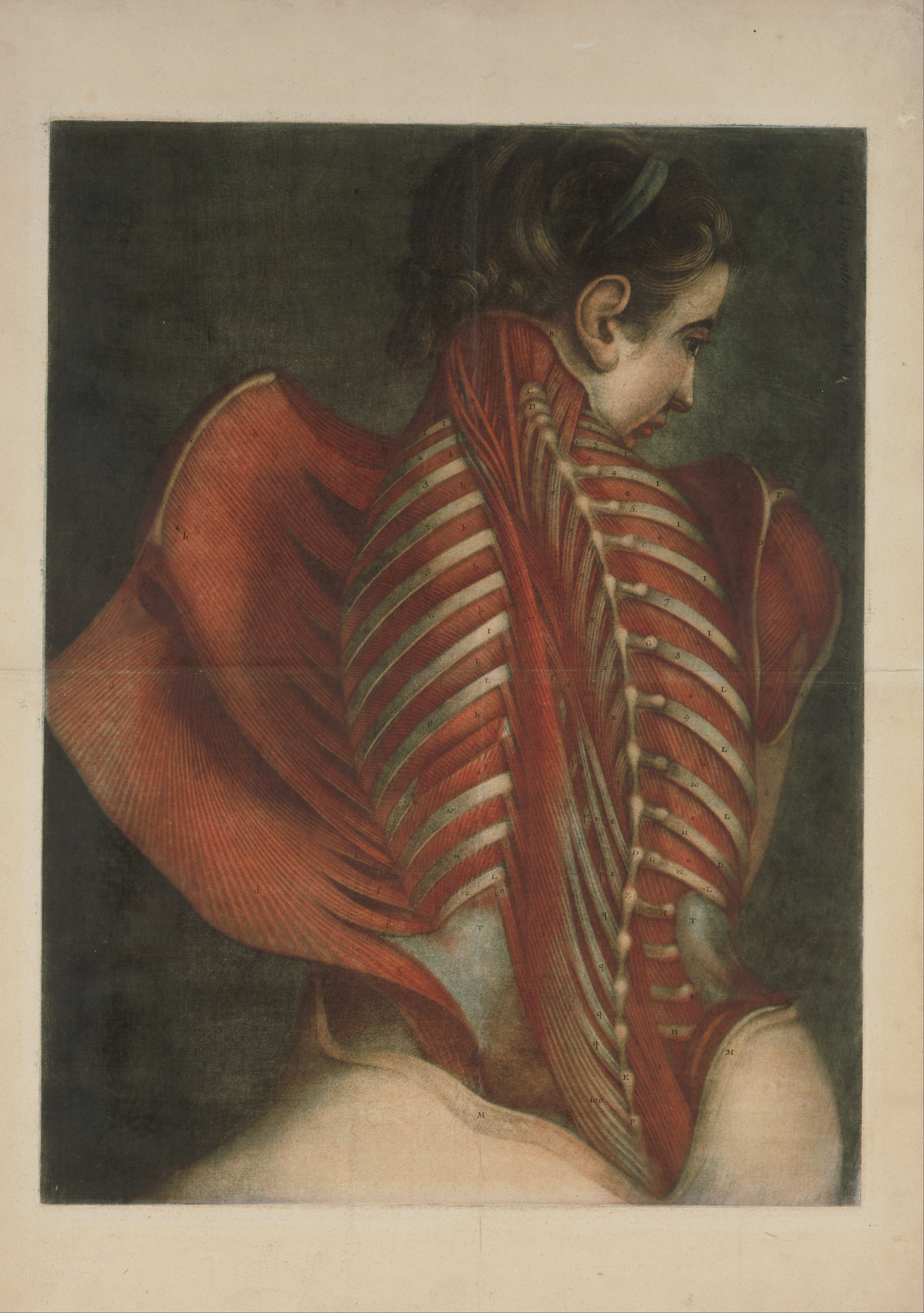
Jacques Gautier d'Agoty - les muscles du dos - 1746.

### Les études médicales
Les planches anatomiques publiées au XVIIIe siècle sont le fruit de la collaboration entre un médecin et un artiste, par exemple l'anatomiste Joseph-Guichard Du Verney et le graveur Jacques Gautier d'Agoty, pour illustrer des livres et traités médicaux et présenter les parties du corps telles que la médecine les décrit alors.

### Les écorchés de Houdon

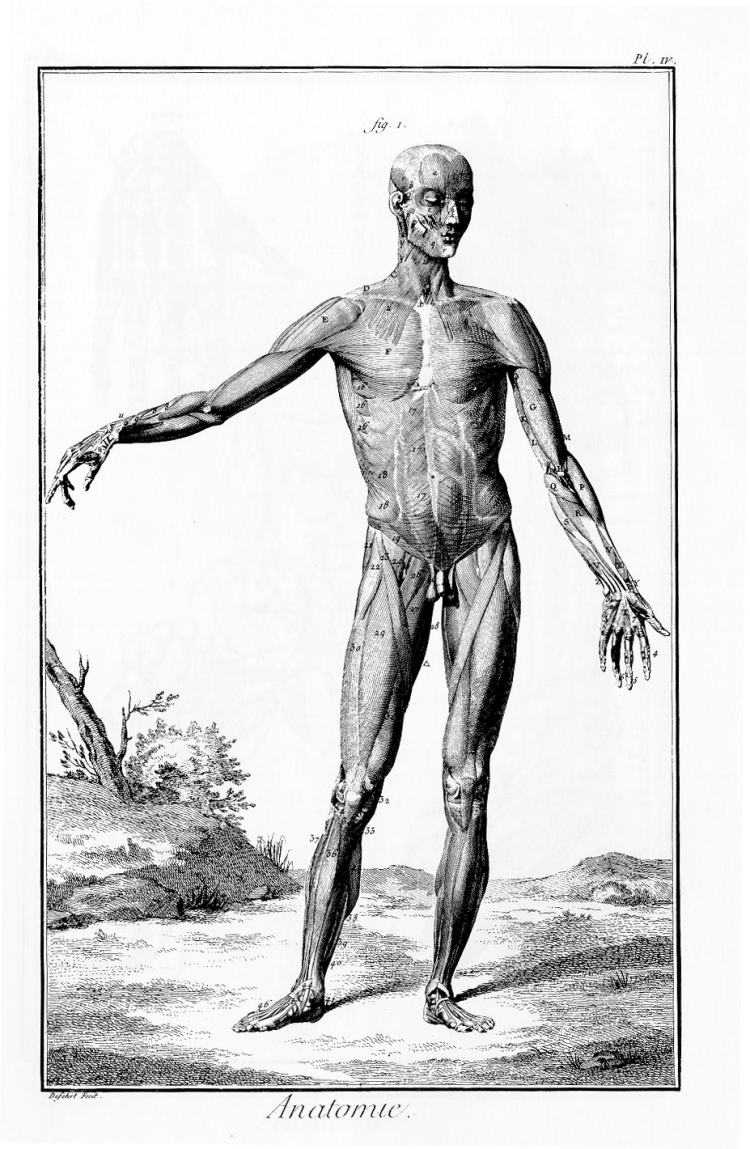
Planche anatomique, écorché de face, dans l'Encyclopédie de Diderot et D'Alembert
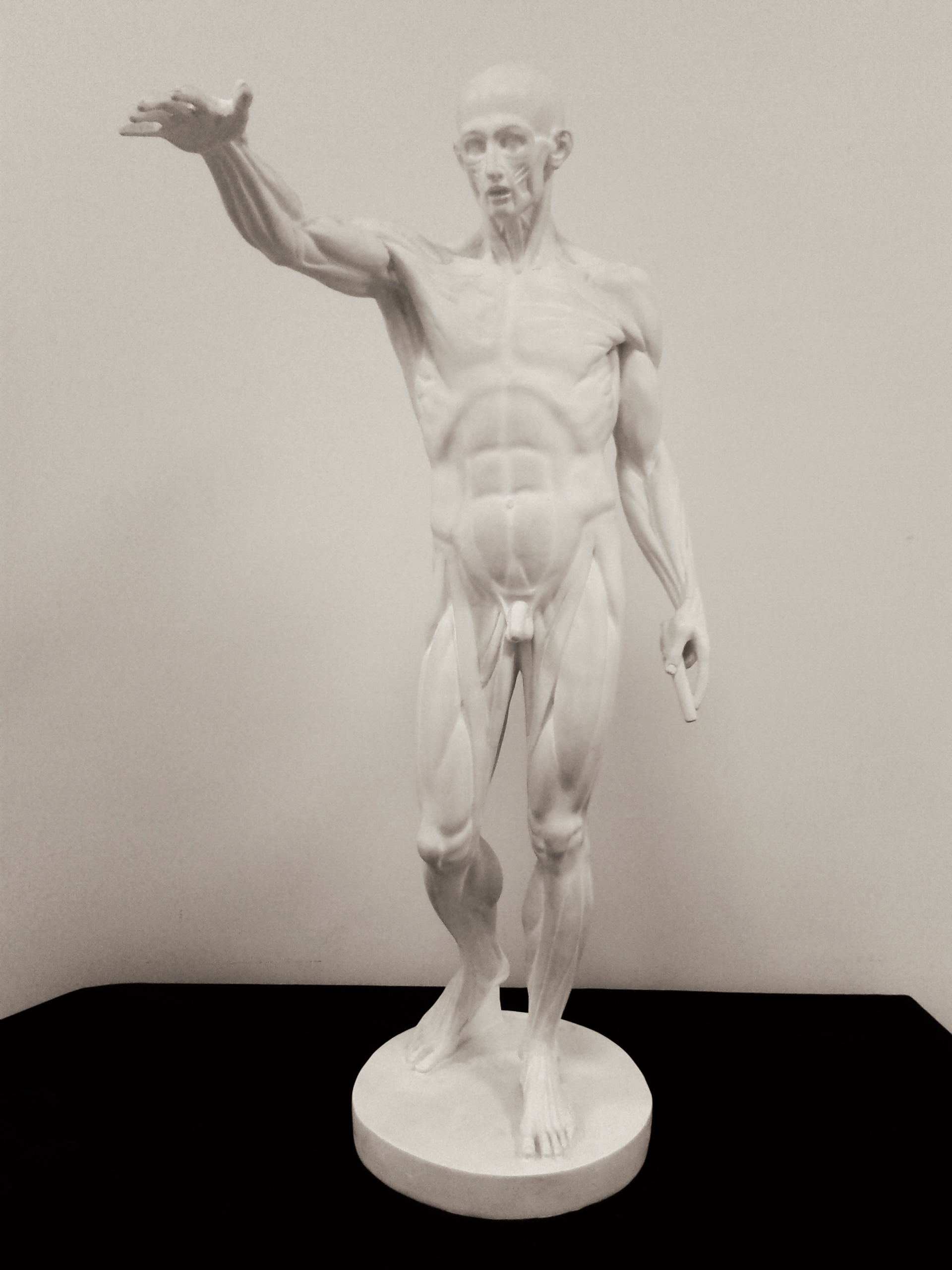
Réplique didactique de "l'Écorché au bras tendu" de Houdon 1767
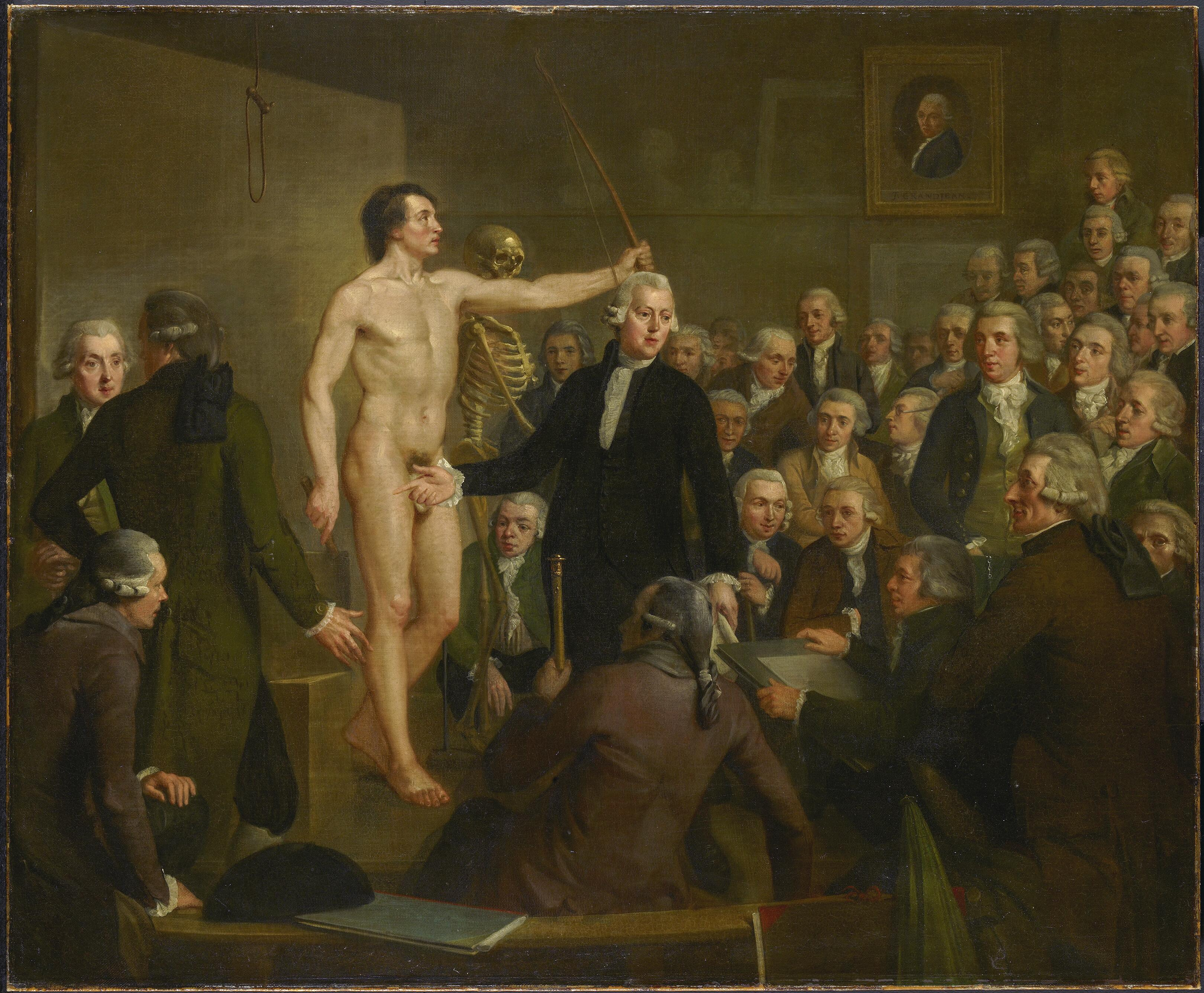
Peinture d'Adriaan de Lelie " un cours d'anatomie en 1792", le modèle nu adopte la pose de la sculpture de Houdon.
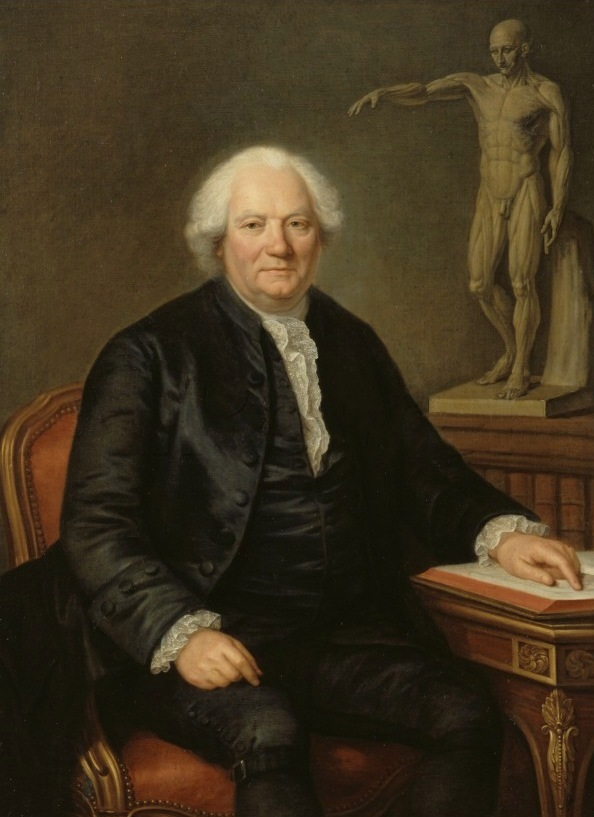
Le professeur et médecin Jean-Joseph Sue 1710-1792, professeur d'anatomie à l'école des Beaux arts de Paris.

Inspiré par les figures de l'anatomie et en particulier les planches anatomiques de l'Encyclopédie, publiées entre 1751 et 1772 par Diderot  qui sont tout autant présentation du savoir des peintres et sculpteurs par la qualité des gravures que le savoir des médecins de l'époque, le sculpteur Houdon réalise en 1767, la sculpture de l'Écorché au bras tendu qui est « un chef-d'œuvre en tant que démonstration de virtuosité anatomique » au croisement de l'art et de la science. Cette sculpture, en sa version réduite, devient une figure classique de l'apprentissage de l'anatomie dans les ateliers de dessin, de peinture et de sculpture, malgré la critique d'Ingres. Selon Quatremer de Quincy, l'écorché est devenu, « dans les écoles, l'exemplaire normal de l'anatomie musculaire humaine ». « Le mérite de Houdon est d'avoir réalisé, en vue des sculpteurs à venir, un ouvrage tout à fait pédagogique, ce qui avait été essayé avant lui, mais non vraiment réalisé », écrivent Émile Delerot et Arsène Legrelle. « C'est la grammaire de la sculpture » écrit Arsène Houssaye. Il inspire également les méthodes d'anatomie artistique comme celles de Burne Hogarth ou de Will Eisner au XXe siècle[réf. souhaitée]. Il est même numérisé aujourd'hui en modélisation 3D.

### Les études pour artistes

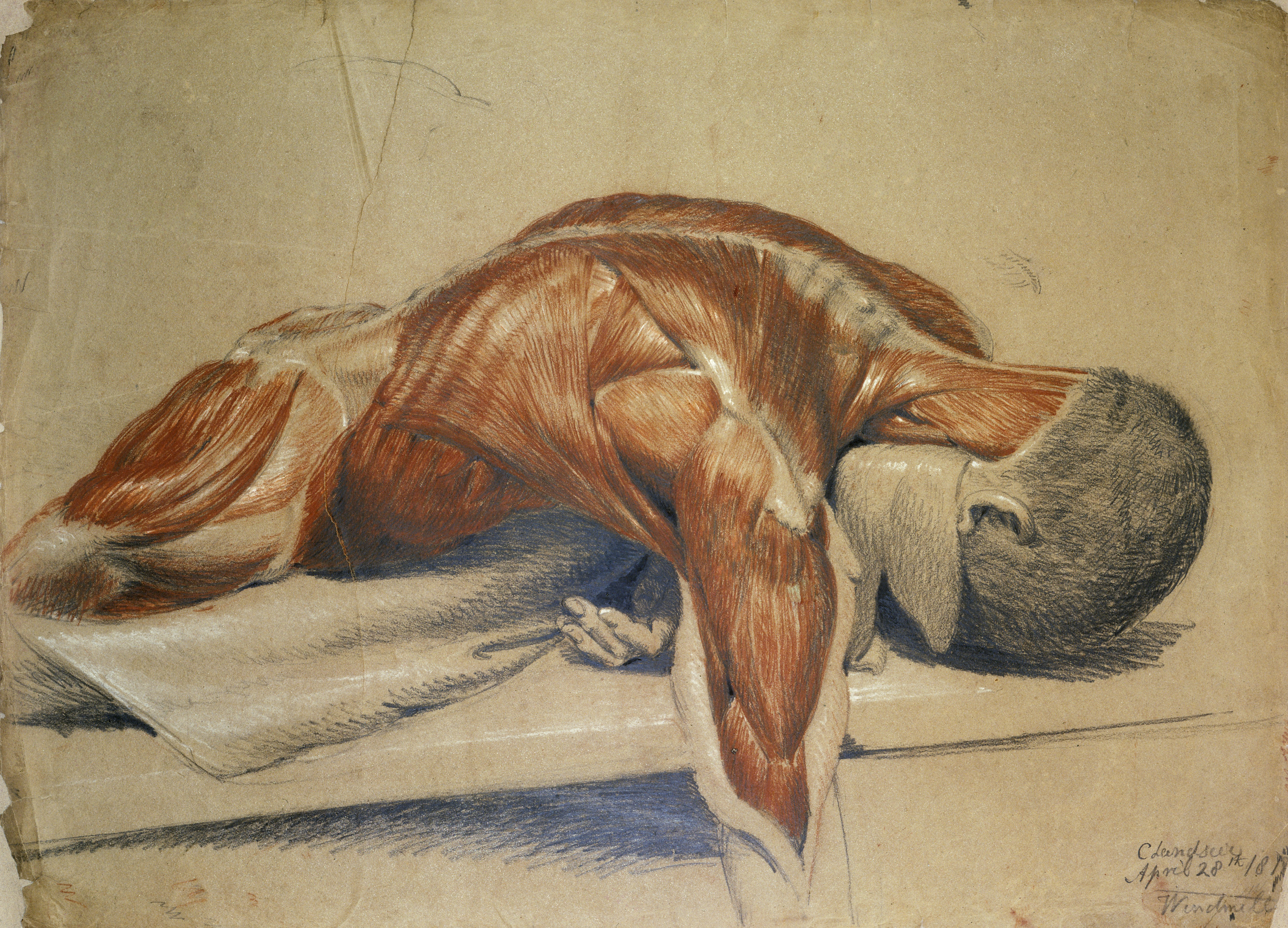
Écorché, étude de l'épaule, reposant sur une table vers 1805, par Charles Landseer.

Pour les artistes, l'écorché dans le cadre de l'anatomie artistique s'impose comme un exercice académique au XIXe siècle, pratiqué dans les écoles des Beaux-Arts, généralement sous la direction de médecins (ce qui n'est plus le cas aujourd'hui), en complément de la pratique du dessin d'après le modèle vivant. L'utilisation de l'anatomie et de la connaissance des écorchés peut se lire dans les études d'hommes pour le tableau Le Radeau de La Méduse par Géricault. L'étude des écorchés se fait soit à travers les planches anatomiques ou les sculptures comme on peut le voir avec les études de Michel Chapus, de David  ou les différents dessins d'Odilon Redon  d'après l'écorché de Houdon, bras tendu ou en version bras replié, l'Écorché combattant d'Eugène Caudron, ou même à partir de sculptures antiques comme le Gladiateur Borghèse, ou le Doryphore.

### L'anatomie médicale mise en scène

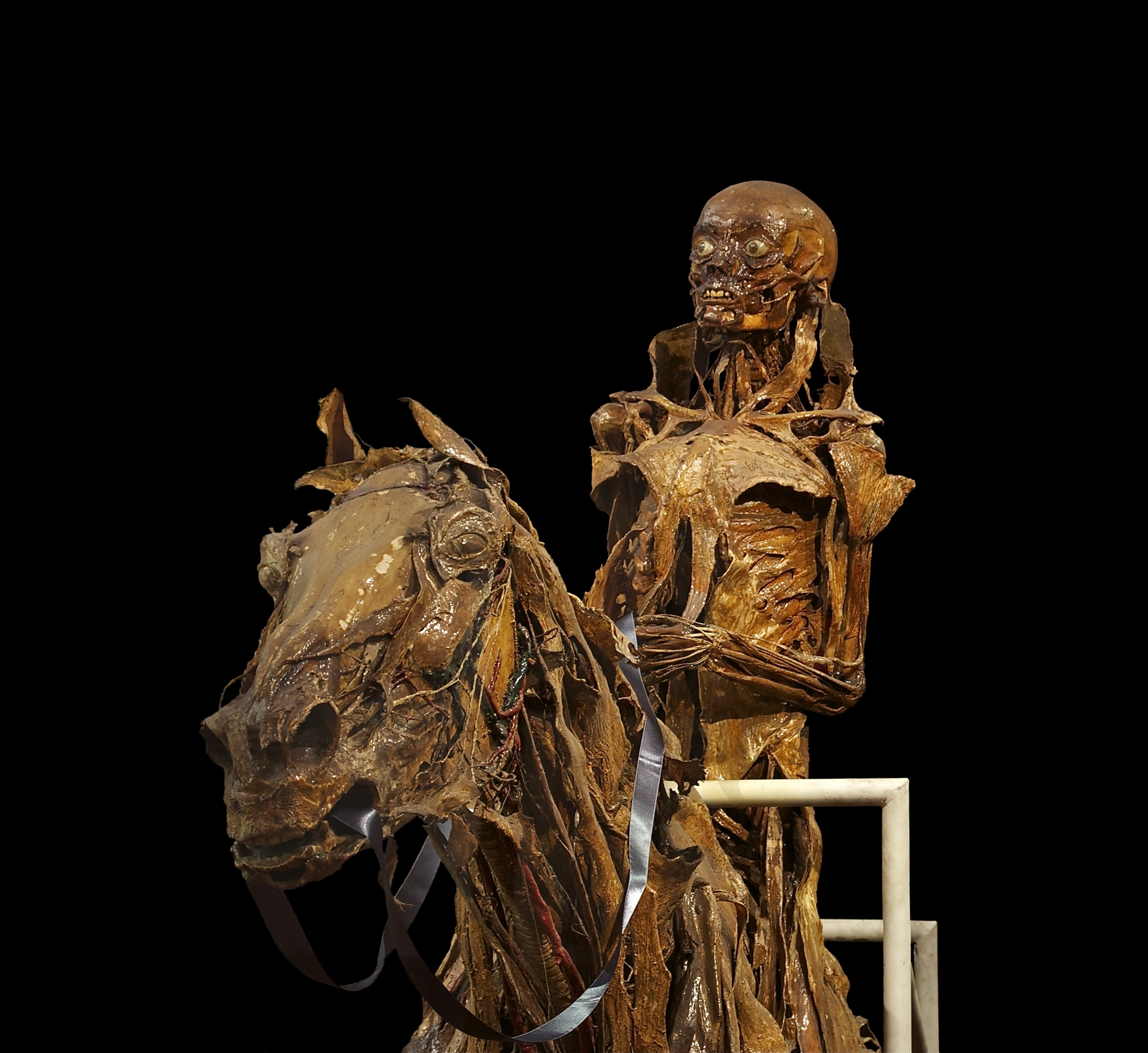
L'Écorché cavalier sur son cheval d'Honoré Fragonard
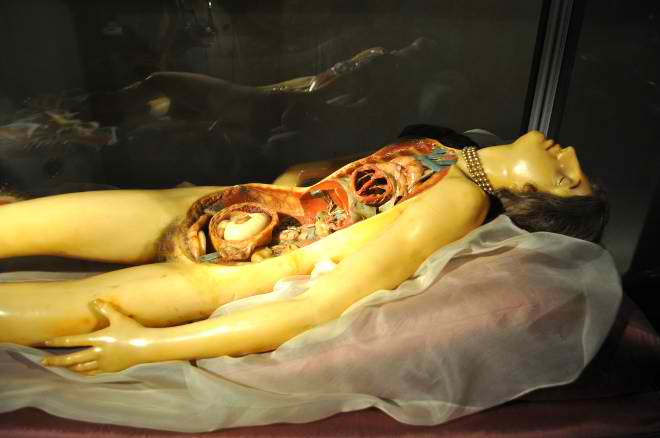
« La Venerina » de Clemente Susini cire anatomique – Museo Palazzo Poggi

La conservation des corps étant impossible au XVIIIe siècle, on les moulait en cire pour leur intérêt scientifique, tout en les mettant en scène dans un but artistique et rhétorique. Les médecins sont alors aidés par des sculpteurs comme Clemente Susini. Les musées des écoles de médecine comme celui de Bologne, au musée du Palazzo Poggi présentent des corps soit embaumés, soit moulés en cire d'abeille.
Au XVIIIe siècle l'anatomiste Honoré Fragonard réalise des écorchés mis en scène, qu'on peut voir au Musée Fragonard de l'École vétérinaire de Maisons-Alfort. L'anatomiste est considéré aussi bien comme un artiste par la qualité de la mise en scène théâtrale dont témoignent ses : Trio de fœtus dansant la gigue et Cavalier de l'Apocalypse, que scientifique par leur réalisation.
Pour pallier les inconvénients d'une conservation difficile, le docteur Louis Auzoux réalise à partir de 1880 des écorchés en papier mâché à but pédagogique, des « modèles anatomiques ».
À la fin du XXe siècle, un artiste-anatomiste allemand le Dr von Hagens présente des expositions intitulées Bodies: The Exhibition, ou Our Body, ou Real Body de corps conservés par une technique de plastination et mis en scène. Dans plusieurs pays ces expositions créent le scandale ; elles accueillent en Europe près de 26 millions de spectateurs. Elles sont interdites en France.

### L'anatomie motif contemporain
Les plasticiens contemporains utilisent les représentations anatomiques, figures de l'exercice classique de l'apprentissage des artistes, comme sujet ou comme motif - souvent d'après des gravures anciennes Ainsi à la fin du XXe siècle et au XXIe siècle, les artistes anglais Francis Bacon, puis Damien Hirst ont recours au dessin anatomique, à l'exposition de corps d'animaux découpés où s'exprime leur fascination pour l'anatomie et le corps.